# Hidehiko Yamabe
Hidehiko Yamabe (jap. 山辺 英彦, Yamabe Hidehiko; * 22. August 1923 in Ashiya, Präfektur Hyōgo; † 20. November 1960 in Evanston, Illinois) war ein japanischer Mathematiker.

## Leben
Yamabe besuchte die Dritte Höhere Schule in Tokio und studierte ab 1944 Mathematik an der Universität Tokio. Nach dem Abschluss 1947 wurde er Assistent an der Universität Osaka. 1952 ging er (kurz nach seiner Heirat) in die USA an die Princeton University als Assistent von Deane Montgomery. 1953 reichte er von dort in Osaka seine Dissertation ein und wurde promoviert. 1954 wurde er Assistant Professor an der University of Minnesota und 1956 Associate Professor sowie Sloan Research Fellow. 1958 wurde er Professor an der Universität Osaka, kehrte aber 1959 in die USA zurück, wo er 1960 Professor an der Northwestern University in Evanston wurde. Er starb kurz darauf an einem Schlaganfall mit 37 Jahren.

## Werk
Yamabe war einer der Mathematiker (neben Leo Zippin, Andrew Gleason, Deane Montgomery), die in den 1950er Jahren Hilberts 5. Problem lösten. In der ursprünglichen Formulierung war zu zeigen, dass lokal euklidische Gruppen Liegruppen sind, was durch Zippin, Montgomery, Gleason gelöst wurde. Den darüber hinausgehenden Fall zusammenhängender lokalkompakter Gruppen (ohne kleine Untergruppen) löste Yamabe. Erste Arbeiten in dieser Richtung veröffentlichte er schon 1950, als er bewies, dass wegzusammenhängende Untergruppen von Liegruppen Liegruppen sind. Seine Hauptveröffentlichungen dazu sind zwei Arbeiten in Princeton 1953 in den Annals of Mathematics. Später beschäftigte er sich mit Differentialgleichungen (besonders der Wärmeleitungsgleichung) und Differentialgeometrie. Kurz vor seinem Tod führte er auch Computerrechnungen zu einem Teilproblem des Vierfarbenproblems aus.
In der Differentialgeometrie ist das Yamabe-Problem nach ihm benannt: existiert auf einer glatten kompakten Riemannschen Mannigfaltigkeit mit drei oder mehr Dimensionen eine Metrik konform äquivalent zu einer solchen mit konstanter skalarer Krümmung? Yamabe veröffentlichte 1960 einen vorgeblichen Beweis, der sich aber als fehlerhaft herausstellte (Neil Trudinger 1968). Das Problem wurde durch Thierry Aubin und schließlich Richard Schoen 1984 gelöst (in positivem Sinn). Nach Yamabe sind auch die Yamabe-Invariante (explizit 1989 durch O. Kobayashi und Richard Schoen eingeführt) und der Yamabe-Fluss (Richard S. Hamilton) in der Differentialgeometrie benannt.
In seinem Andenken wird seit 1989 an der University of Minnesota und der Northwestern University ein Yamabe-Symposium abgehalten.